# Ягодичные мышцы

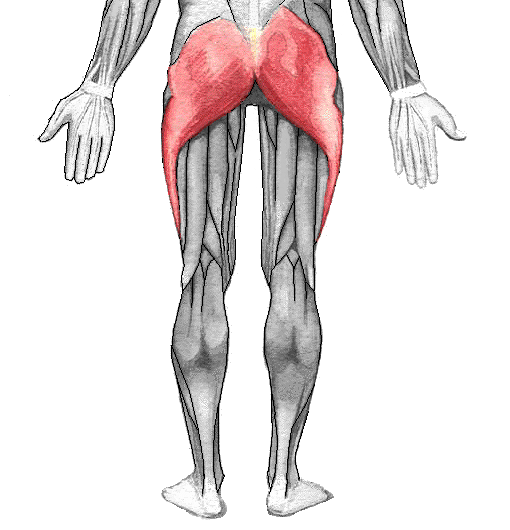
Большие ягодичные мышцы

Ягодичные мышцы — три парные мышцы ягодичной области, располагаются вокруг шейки бедренной кости: большая ягодичная, средняя ягодичная и малая ягодичная.

## Анатомия

### У человека
Большая ягодичная мышца (лат. m. gluteus maximus) — наиболее крупная из трёх ягодичных мышц, имеет ромбовидную, уплощённую форму.
Одна из наиболее мощных мышц человеческого тела. Разгибает и поворачивает несколько кнаружи бедро, выпрямляет и фиксирует туловище. Начинается в задних отделах наружной поверхности подвздошной кости, по латеральной поверхности крестца и копчика, прикрепляется к ягодичной бугристости бедренной кости и широкой фасции бедра. Между ягодичной бугристостью и мышцей располагается вертельная сумка большой ягодичной мышцы.
Средняя ягодичная мышца (лат. m. gluteus medius) расположена под большой ягодичной. Участвует в отведении бедра, при фиксированном положении бедра отводит в сторону таз. Выпрямляет согнутое вперёд туловище, при стоянии наклоняет туловище в свою сторону. Передние пучки мышцы вращают бедро кнутри, задние — кнаружи. Начинается от наружной поверхности крыла, гребня подвздошной кости и широкой фасции бедра, прикрепляется к большому вертелу бедренной кости. В области прикрепления имеется вертельная сумка средней ягодичной мышцы.
Малая ягодичная мышца (лат. m. gluteus minimus), самая глубокая из трёх, также участвует в отведении бедра и выпрямлении туловища. Начинается от наружной поверхности крыла подвздошной кости между передней и нижней ягодичными линиями, прикрепляется к переднему краю большого вертела бедренной кости.